# Чотирикінчикові
Чотирикінчикові (Tetraphidaceae) — родина мохів, єдина у монотиповому класі Tetraphidopsida. Включає 4 види у двох родах.

## Поширення
Родина має голарктичне поширення. Трапляються в Європі, Азії та Північній Америці. Ростуть у листяних лісах та на скелях.

## Класифікація
- Tetraphis
  - Tetraphis geniculata(інші мови)
  - Tetraphis pellucida
- Tetrodontium
  - Tetrodontium brownianum
  - Tetrodontium repandum(інші мови)